# Kastanienwäldchen (Reinickendorf)

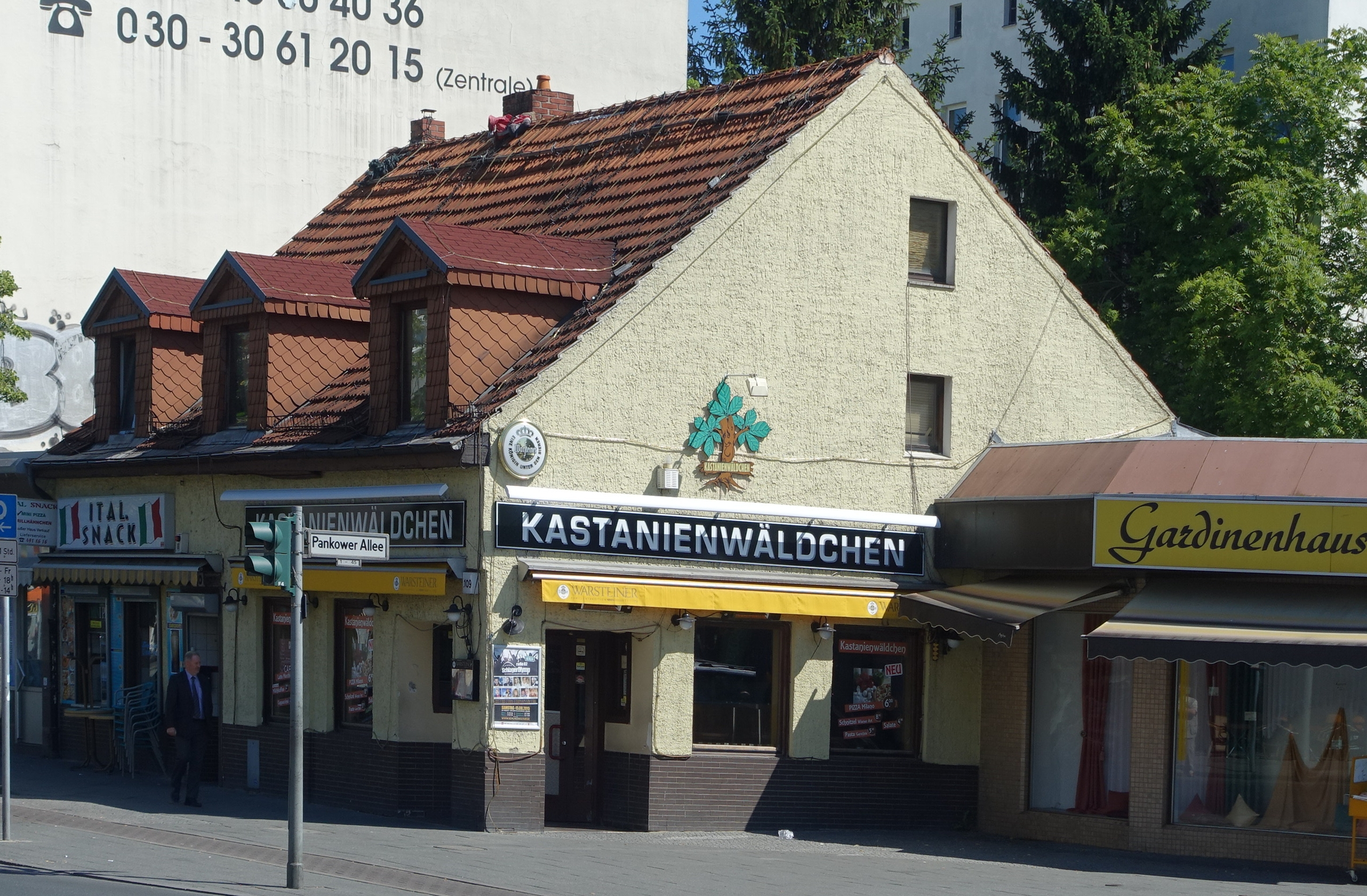
Restaurant Kastanienwäldchen

Das Kastanienwäldchen ist ein historisches Gebäude in der Residenzstraße 109 in Berlin-Reinickendorf. Das denkmalgeschützte Bauwerk stammt aus dem 19. Jahrhundert.

## Geschichte
Der zweigeschossige Bau wurde Ende des 19. Jahrhunderts als Wohnhaus mit Geschäftsräumen im Erdgeschoss erbaut. Er steht an der Ecke mit der Pankower Allee. Bald wurde in den Geschäftsräumen eine Restauration mit angeschlossenem Biergarten eingerichtet.
Eigentümer des Hauses und Pächter/Betreiber der Gewerberäume wechselten in den Folgejahren wie folgt (Auswahl): 
- 1900er bis 1910er Jahre: (E=Eigentümer) Schmiedemeister H. Bergmann; eine Gastwirtschaft wird nicht ausgewiesen[2]
- in den 1930er Jahren: (E) Fleischermeister G. Siebert, Gastwirt K. Fachmann[3]
- um 1943: (E) Kaufmann W. Schurwanz, Betreiber Gastwirt R. Wilske, Name der Gaststätte Schurwanz & Wilske[4]
- um 1960: ein Nutzer ist der Betreiber eines Blumen-Geschäftes[5]
- um 1980: Thomas Klatt (ohne Funktionsangabe)[6]

Besondere Bekanntheit erlangte die Einrichtung, die die Reinickendorfer einfach eine Institution nannten, seit dem Ende des 20. Jahrhunderts unter dem Gastwirt Norbert Raeder. Er hatte Kulturveranstaltungen organisiert und soziales Engagement gezeigt: In der Gaststätte fanden jahrzehntelang jeden Freitag und Sonnabend Discopartys statt. Zudem veranstaltete er über mehrere Jahre eine Weihnachtsfeier für Obdachlose.
Am 31. Dezember 2023 musste die Gaststätte aus finanziellen Gründen schließen, einer der stärksten Gründe waren die verspäteten Wirkungen der Corona-Pandemie und eine starke Pachterhöhung.
Nach der Schließung übernahm Gastwirt Norbert Raeder, der auch als Bezirksverordneter tätig ist, die nahe gelegene und ebenfalls leer stehende Gaststätte des Vereins Füchse Berlin an der Kopenhagener Straße 33, die er Füchse-Wäldchen Club Lounge nannte. Mit der Namensgebung will er an seine bisherige Einrichtung erinnern und gleichzeitig begonnene Traditionen fortsetzen. Seine ursprüngliche Gaststätten-Inneneinrichtung hat Raeder eingelagert.
Was aus dem Gebäude des bisherigen Kastanienwäldchens wird, ist nicht entschieden (Stand Sommer 2024).